# 5493 Spitzweg
Az 5493 Spitzweg (ideiglenes jelöléssel 1617 T-2) a Naprendszer kisbolygóövében található aszteroida. Cornelis Johannes van Houten,  Ingrid van Houten-Groeneveld,  Tom Gehrels fedezte fel 1973. szeptember 24-én.